# Leckmart
Leckmart ist ein Ortsteil der Gemeinde Eslohe (Sauerland) im nordrhein-westfälischen Hochsauerlandkreis. Der Ort liegt etwa 2 km südlich von Cobbenrode im Naturpark Sauerland-Rothaargebirge. Ende 2012 hatte er 38 Einwohner.

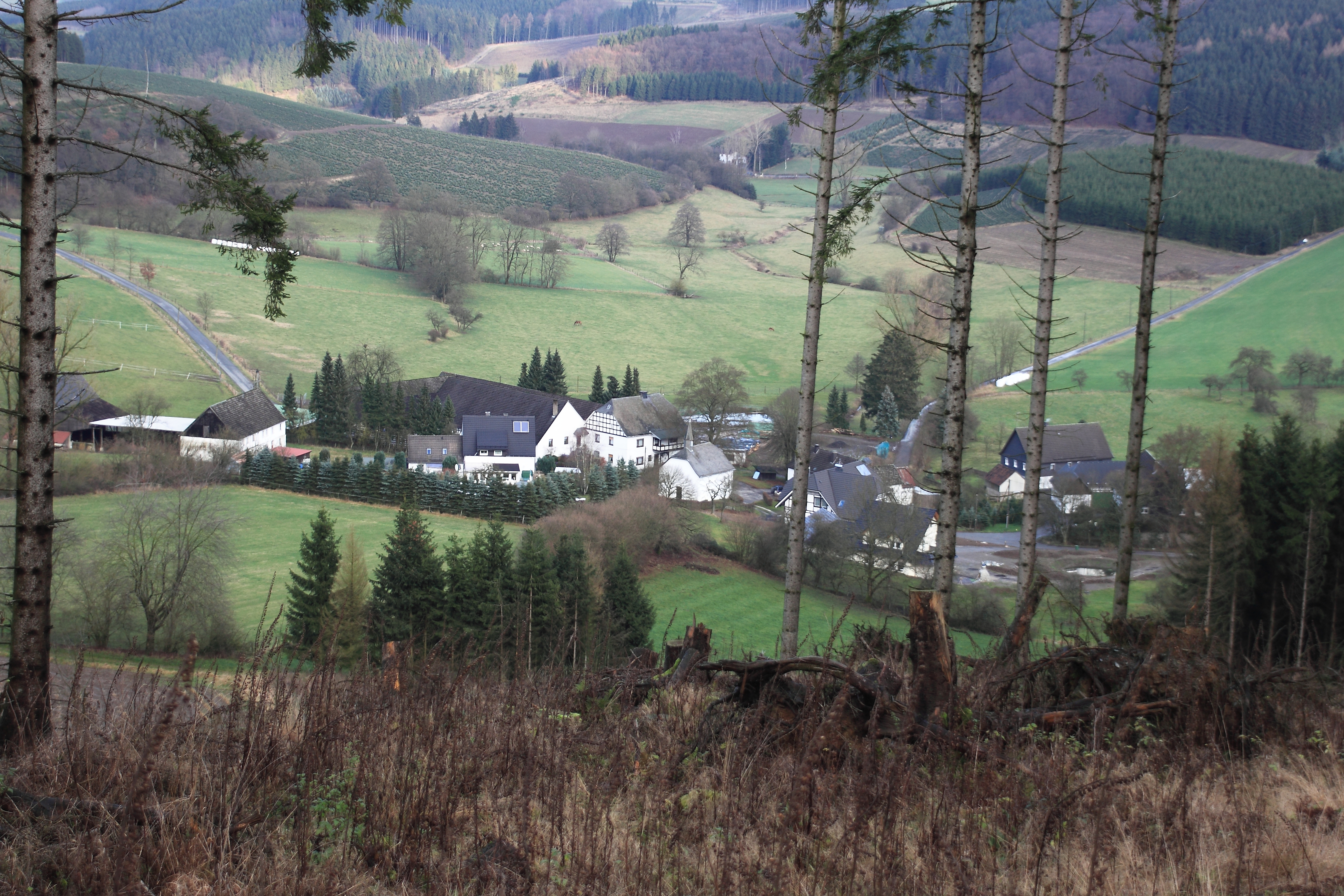
Blick auf Leckmart von der Heremecke

Leckmart wird als Sitz der Adelsfamilie von Esleben genannt. Dietrich von Esleben zu Leckmart wurde als Sohn des Johannes von Esleben, genannt Freigraf, geboren. Ihm wurde noch vor Ausbruch des Dreißigjährigen Krieges im Jahr 1612 das Richteramt zu Oedingen übertragen, das er bis zu seinem Tod im Jahre 1644 innehatte. Er wurde in Oedingen begraben.
Erste genauere Hinweise über die Einwohnerzahl bzw. Größe von Leckmart lassen sich der Kopfschatzliste aus dem Jahr 1685 zur Erhebung der Türkensteuer (Kriegsfinanzierung) entnehmen. Demnach lebten zu dieser Zeit in Leckmart fünf landwirtschaftliche Familien (vermutlich gleichzusetzen mit der Anzahl der Häuser) mit insgesamt 23 Personen (einschließlich Knechte, Mägde, Schafhirte).
Das kleine Dorf gehörte vor der kommunalen Neugliederung in den Jahren 1969/1975 zur Gemeinde Oedingen im Amt Serkenrode. Die St.-Stephanus-Kapelle in Leckmart wurde erstmals im Jahre 1553 erwähnt.